# 漳州空軍基地
漳州空軍基地（しょうしゅうくうぐんきち）は中華人民共和国福建省漳州市にある中国人民解放軍空軍（東部戦区）の基地。

## 概要
英語ではZhangzhou Air Base (Airfield)と称される。中華民国（台湾）の台北から約400キロメートル、高雄まで約345キロメートルの距離に存在する。

## 設備
2022年2月の衛星画像から、少なくとも掩体壕が24棟確認されているほか、3カ所の地対空ミサイルサイト（SAMサイト）、隠匿された燃料貯蔵所が設置されている。
SAMサイトのうち1カ所は大型かつ複雑なもので、2基のS-300あるいはHQ-9システムを配備できるとされる。残り2箇所はそれより小型のもので、同時にHQ-9が設置されている。

## 配備されている航空機
2022年時点で固定で配備されている飛行隊はないとされるが、設備上は戦闘機を運用する1個旅団が展開可能であると分析されている。また、以下の航空機が確認されている。
- J-10 - 2022年2月に確認
- J-7W（無人機型） - 2020年3月に確認
- Y-8 - 2022年2月に確認